# Carl Anton Kirchner
Carl (Karl) Anton Kirchner (* 7. Januar 1822 in Bremen; † 1. September 1869 ebenda) war ein deutscher Historien-, Porträt-, Landschafts- und Genremaler der Münchner und Düsseldorfer Schule.

## Leben
Kirchner schrieb sich am 5. August 1840 für das Fach Malerei an der Königlichen Akademie der Bildenden Künste in München ein. An der Münchner Akademie war zeitweise der Historienmaler Wilhelm Kaulbach sein Lehrer. Anschließend studierte er in den Jahren 1843 bis 1846 an der Kunstakademie Düsseldorf. Dort ließ er sich von Theodor Hildebrandt zum Bildnismaler ausbilden. Nach Reisen in Belgien und den Niederlanden ließ er sich als Porträtmaler in seiner Vaterstadt Bremen nieder, wo er auch als Zeichenlehrer wirkte (zunächst als Privatlehrer, ab 1859 als Lehrer am Gymnasium Bremen, außerdem als Lehrer an der Bürgerschule Bremen). Einer seiner Privatschüler war Amalie Murtfeldt.
Kirchner beschickte in den Jahren 1845 bis 1858 häufig die Ausstellungen in der Bremer Kunsthalle. Nach New Orleans gelangten vier Historienbilder, nach Haiti ein Altarbild der Hl. Margarita. Für die Hauptkirche St. Georg in Vechta malte er zwei Altarbilder (St. Joseph mit dem Christkinde, Hinrichtung des Hl. Alexander).
Kirchner war verheiratet mit Antoinette, geborene Thiele. Aus ihrer Ehe ging außer der Tochter Bertha, die später Schauspielerin wurde, der Apotheker Hermann Kirchner (1852–1928) hervor, welcher eine Weile mit Lucie, einer Tochter des Schriftstellers Theodor Storm, verlobt war.